# Лејк Шор (Мериленд)
Лејк Шор (енгл. Lake Shore) насељено је место без административног статуса у америчкој савезној држави Мериленд.

## Демографија
По попису из 2010. године број становника је 19.477, што је 6.412 (49,1%) становника више него 2000. године.
| Група             | 2000.          | 2010.          |
| Белци             | 12.477 (95,5%) | 17.675 (90,7%) |
| Афроамериканци    | 218 (1,7%)     | 712 (3,7%)     |
| Азијати           | 95 (0,7%)      | 262 (1,3%)     |
| Хиспаноамериканци | 109 (0,8%)     | 428 (2,2%)     |
| Укупно            | 13.065         | 19.477         |